# Uranoscòpids

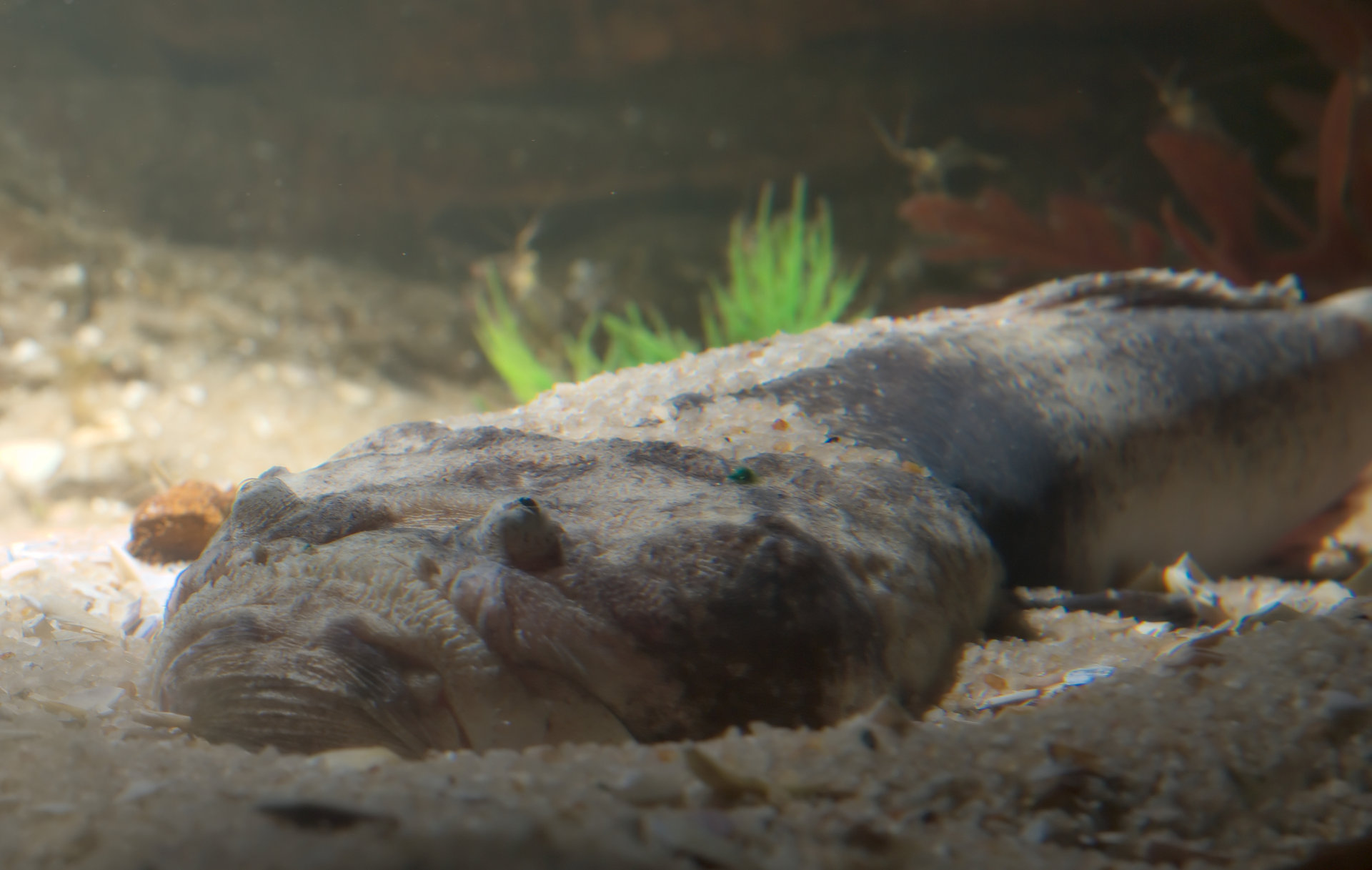
Kathetostoma laeve

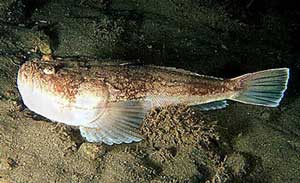
Rata de mar (Uranoscopus scaber)

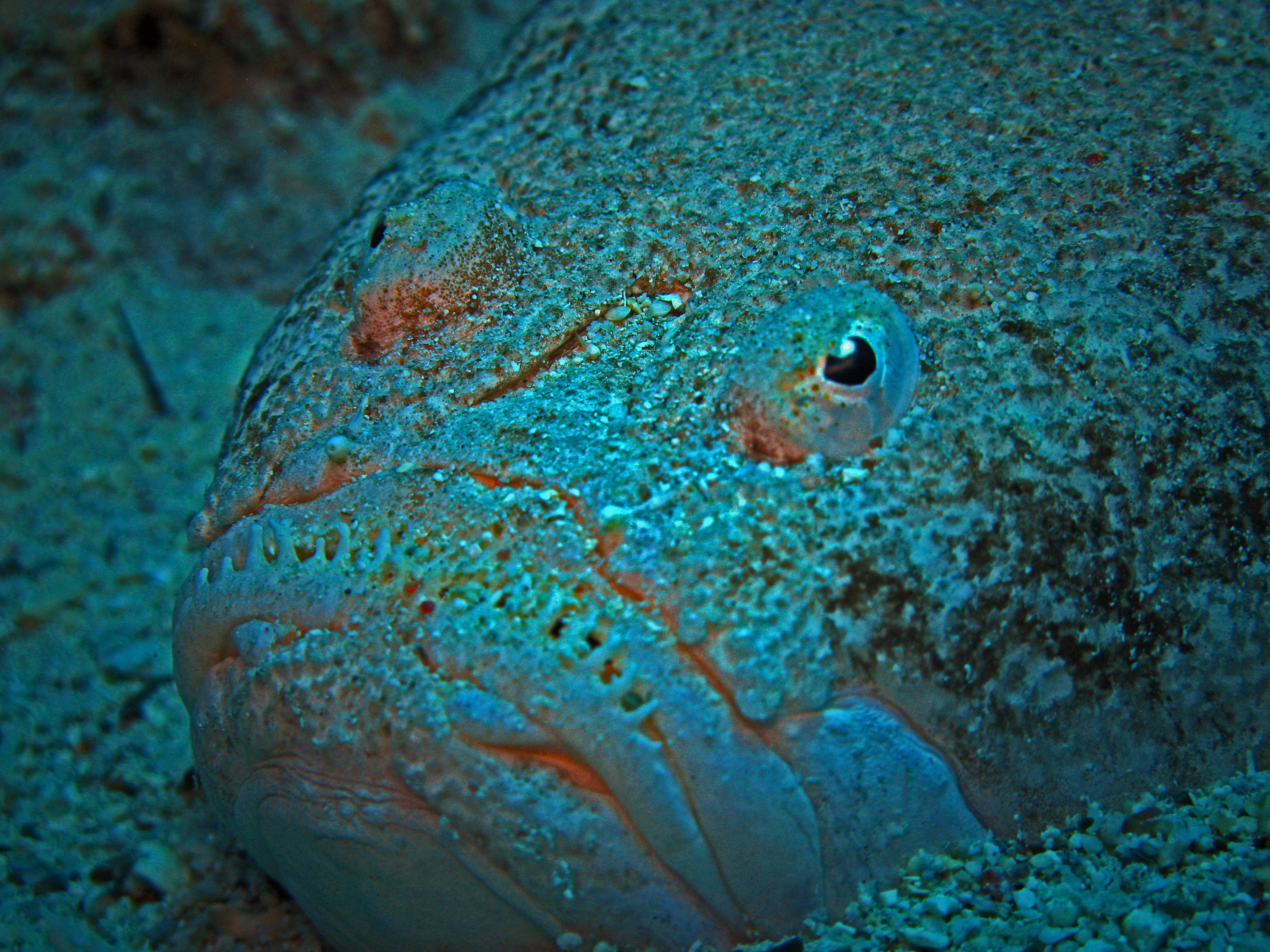
Uranoscopus dollfusi

Els uranoscòpids (Uranoscopidae) constitueixen una família de peixos teleostis de l'ordre dels perciformes.

## Morfologia
Dimensions mitjanes: des de 18 cm fins als 90 de Kathetostoma giganteum. Cos subcònic. Tenen 24-26 vèrtebres. Sense escates o amb petites escates llises. Cap gros i cúbic. Boca tallada obliquament i oberta (cap amunt). Ulls totalment dorsals. Dues aletes dorsals pelvianes en posició jugular. Aleta caudal no escotada. Aleta anal moderadament llarga. Línia lateral alta. Opercle proveït de fortes i agudes espines, les quals comuniquen amb glàndules verinoses capaces de produir doloroses ferides (àdhuc la mort d'un ésser humà). Presenten òrgans elèctrics, darrere els ulls, que poden emetre descàrregues de fins a 50 volts. Algunes espècies tenen un petit filament vermiforme a la part inferior de la boca per atraure llurs preses.

## Reproducció
No és prou coneguda, però hom suposa que no protegeixen llurs cries.

## Alimentació
Es nodreixen de peixos i invertebrats bentònics.

## Hàbitat
Són peixos marins.

## Distribució geogràfica
Es troben a l'Atlàntic (incloent-hi la Mediterrània), l'Índic i el Pacífic.

## Gèneres
- Astroscopus  (Brevoort, 1860)[7]
- Genyagnus  (Gill, 1861)[8]
  - Genyagnus monopterygius (Schneider, 1801)
- Gnathagnus  (Gill, 1861)[8]
- Ichthyscopus  (Swainson, 1839)[9]
- Kathetostoma  (Günther, 1860)[10]
- Pleuroscopus  (Barnard, 1927)[11]
  - Pleuroscopus pseudodorsalis (Barnard, 1927)
- Selenoscopus
  - Selenoscopus turbisquamatus (Okamura & Kishimoto, 1993)
- Uranoscopus  (Linnaeus, 1758)[12]
- Xenocephalus  (Kaup, 1858)[13]
  - Xenocephalus australiensis (Kishimoto, 1989)
  - Xenocephalus elongatus (Temminck & Schlegel, 1843)[14][15][16][17][18][19][20]